# Raseborg
Raseborg (Raasepori en finés) es una ciudad finlandesa, situada en la región de Uusimaa. La ciudad se fundó en 2009, tras la fusión de los municipios de Ekenäs, Karis y Pojo. Tiene 29 173 habitantes y un área de 2 354,17 km². La ciudad es bilingüe, con un 65,6% de habla sueca y un 31,1% de habla finesa.